# 甘肃荨麻
甘肃荨麻（学名：Urtica dioica ssp. gansuensis）为荨麻科荨麻属下的一个亚种。

## 扩展阅读
- 維基物種上的相關：甘肃荨麻